# Oberon (maan)
Oberon is een maan van Uranus. De maan is in 1787 ontdekt door William Herschel. Oberon is genoemd naar de elfenkoning.
Oberon bestaat voor ongeveer 50% uit bevroren water, voor 30% uit gesteente en voor 20% uit methaanverbindingen. Het uitstulpinkje linksonder op de foto, is een berg van 6 kilometer hoog.

## Naam
De naam "Oberon" en de namen van de andere vier grote satellieten van Uranus werden voorgesteld door de zoon van Herschel, John Herschel in 1852 op verzoek van William Lassell, die Ariel had ontdekt en het jaar daarvoor Umbriel. Lassell had de eerder door Herschel voorgestelde naamgeving 1847 overgenomen van de zeven toentertijd bekende satellieten van Saturnus en had zijn onlangs ontdekte achtste satelliet Hyperion genoemd, overeenkomstig de genoemde regeling van Herschel binnen 1848. De bijvoeglijke vorm van de naam is in het Engels Oberonian.
Alle manen van Uranus worden genoemd naar karakters van Shakespeare of Alexander Pope. Oberon werd daarna genoemd naar Oberon, de feeënkoning in A Midsummer Night's Dream.
Hij wordt ook nu aangeduid als Uranus IV. Hij werd aanvankelijk eenvoudig de "tweede satelliet van Uranus" genoemd. In 1848 kreeg hij de naam Uranus II van William Lassell, hoewel hij soms ook de nummering gebruikte van William Herschel (waar Titania en Oberon II en IV zijn).

## Fysieke eigenschappen
Tot dusver zijn de enige close-upbeelden van Oberon gemaakt door de Voyager 2-sonde, die de maan tijdens zijn Uranus-scheervlucht in januari 1986 fotografeerde. Op het tijdstip van flyby was de zuidelijke hemisfeer van de maan gericht naar de Zon waardoor de noordelijke hemisfeer niet kon worden bestudeerd.
Hoewel zijn interne samenstelling onzeker is, stelt één model voor dat Oberon uit ruwweg 50% waterijs, 30% silicaat-rots en 20% methaan- en verwante koolstof-/stikstofcomponenten bestaat. Het heeft een oud, met veel kraters bezaaid en ijzig oppervlak, dat weinig bewijsmateriaal van interne activiteit vertoont buiten een onbekend donker materiaal dat zich op de bodem van veel inslagkraters bevindt.
Tot dusver, erkennen de wetenschappers slechts twee types van geologische structuren op Oberon: kraters en chasmata.
Miranda · Ariel · Umbriel · Titania · Oberon

Cordelia · Ophelia · Bianca · Cressida · Desdemona · Juliet · Portia · Rosalind · Cupid · Belinda · Perdita · Puck · Mab · Francisco · Caliban · Sycorax · Margaret · Prospero · Setebos · Stephano · Trinculo · Ferdinand